# دانيل سيكورسكي
دانيل سيكورسكي (بالبولندية: Daniel Sikorski) (2 نوفمبر 1987 بوارسو في بولندا - ) هو لاعب كرة قدم بولندي في مركز الهجوم. شارك مع منتخب النمسا تحت 19 سنة لكرة القدم ومنتخب النمسا تحت 20 سنة لكرة القدم ومنتخب النمسا تحت 21 سنة لكرة القدم. أما مع النوادي، فقد لعب مع بايرن ميونخ الثاني وبايرن ميونخ وبولونيا وارسو وغورنيك زابجه وفيسوا كراكوف ونادي سانت غالن ونادي رييد.

## وصلات خارجية
- دانيل سيكورسكي على موقع الاتحاد الأوربي (الإنجليزية)
- دانيل سيكورسكي على موقع قاعدة بيانات كرة القدم.إي يو (الإنجليزية)
- دانيل سيكورسكي على موقع بيانات كرة القدم. دي إي (الألمانية)
- دانيل سيكورسكي على موقع Soccerway.com (الإنجليزية)
- دانيل سيكورسكي على موقع عالم كرة القدم.نت (الإنجليزية)
- دانيل سيكورسكي على موقع AS.com (الإسبانية)